# 죽변역
죽변역(Jukbyeon station, 竹邊驛)은 경상북도 울진군 죽변면에 있는 동해선의 철도역이다.

## 연혁
- 2025년 1월 1일 : 개통
- 2025년 12월 : KTX-이음 운행 개시 (예정)

## 역 주변
- 죽변항
- 죽변초등학교
- 죽변중학교
- 죽변고등학교

## 인접한 역
| 동해선         | 동해선          | 동해선         |
| -------------- | --------------- | -------------- |
| 울진 부전 방면 | ITX-마음 동해선 | 흥부 강릉 방면 |
| 울진 부전 방면 | 누리로 동해선   | 흥부 강릉 방면 |